# هیدئاکی یاناگیدا
هیدئاکی یاناگیدا (انگلیسی: Hideaki Yanagida؛ زادهٔ ۱ ژانویهٔ ۱۹۴۷) کشتی‌گیر اهل ژاپن است.
وی در مسابقات کشوری و بین‌المللی در مجموع برندهٔ ۴ مدال طلا شده‌است.